# ФК Омладинац Бања Лука
ФК Омладинац је фудбалски клуб из бањалучког насеља Лазарево. Kлуб се тренутно такмичи у Подручној лиги Републике Српске група Бања Лука. Клупска боја је плаво-бијела.

## Историја
Клуб је основан у јулу 1969. године. Своје најбоље резултате, биљежи у периоду 2000 — 2003., када се са успјехом такмичио у највишем рангу Републике Српске, те у Купу БиХ. Трибине стадиона у Лазареву неријетко су биле попуњене до посљедњег мјеста. Након што је спонзорство отказала Агропром банка, одустало се од грандиозно замишљеног пројекта новог стадиона у Лазареву, за који је био постављен и камен темељац 2001. године. 
Клуб је због недостатка одрживог извора финансирања, почев од сезоне 2006/07. полако тонуо у ниже рангове такмичења. Данас ФК Омладинац из Лазарева игра у четвртом рангу такмичења у оквиру ФС РС. 

## Највећи успјеси
- пласман у четвртфинале Купа БиХ 2000/01.
- 7. мјесто у Првој лиги РС 1997/98, 2002/03.[1]
- првак Друге лиге Републике Српске - група запад 2000/01, 2005/06.
- првак Друге лиге Републике Српске - група Бањалука 1996/97.
- Куп Града 1996/97.

## Омладинац — Широки Бријег
У Сезони 2000/01, ФК Омладинац из Лазарева начинио је један од највећих успјеха у клупској историји пласманом у четвртфинале Купа БиХ. У утакмици осмине финала скор са Челиком из Зенице био је 3:2 у Зеници и 1:2 у Бањој Луци. У првој утакмици четвт-финала у Широком Бријегу остварио је врло повољан резултат, било је 1:2. Међутим и у реваншу у Бањалуци пред више од 4000 гледалаца, Широки је славио побједу са минималних 1:0.
4. април 2001. (сриједа)
- Широки Бријег — Омладинац 2:1

25. април 2001. (сриједа)
- Омладинац — Широки Бријег 0:1

(Извор - Брошура: ФК Омладинац Лазарево)

## Године прволигашког статуса
Клуб из бањалучког насеља Лазарево такмичио се успјешно у Првој лиги Републике Српске у сезонама: 1997/98, 2001/02, 2002/03. А из лиге је испадао у сезонама:1998/99, 2003/04, 2006/07. У сезони 2001/02 у првој лиги РС, Омладинац је заузео 10. позицију, а из тог времена остале су упамћена побједе на домаћем терену против: Славије из Источног Сарајева 4:2 и Леотара 2:0. Леотар је те сезоне постао првак Републике Српске, а наредне и првак БиХ.
У сезони 2002/03. освајањем 7. мјеста, поновљен је најбољи пласман клуба у првој лиги РС из сезоне 1997/1998. Треба напоменути да у овој сезони више у Првој лиги РС нису наступали они најбољи клубови РС, јер је стартовала и заједничка Премијер лига Босне и Херцеговине у фудбалу као највиши степен фудбалског такмичења у БиХ. У Првој лиги РС 2003/04. губи прволигашки статус заузимањем 14. позиције, а те сезоне освојио је 40. бодова у 30 кола. Исти број бодова имао је и градски ривал БСК и Слобода из Новог Града, али је Омладинац имао најслабији међусобни скор у троуглу. У посљедњем колу сезоне, директно је одлучивао о свом прволигашком статусу утакмицом на стадиону у Лазареву, против градског ривала БСК, а крајњи резултат 1:1, учинио је да то буде и посљедњи прволигашки наступ тима из Бањалуке у сезони 2003/04.

## Омладинска школа
Омладинска школа фудбалског клуба броји око 170 полазника. ШСШ омладинског погона је Тривуновић Слободан. А тренери омладинских селекција су још: Јово Шмања, Манојловић Дарко и Марко Тешић.

## Секретар клуба
Секратар фудбалског клуба Омладинац је Жељко Манојловић. Секретар клуба води бригу и око одржавања терена, и одржавања у функцији укупне стадионске инфраструктуре.

## Стадион
Фудбалски стадион у Лазареву има западну трибину изграђену од шаблонских бетонских плоча. На њој нема постављених столица и процјењује се да може да прими око 1500 гледалаца. У оквиру стадиона постоји и мала сјеверна трибина са неколико десетина сједећих мјеста, која служи као свечана ложа. Травњак се налази у поприлично добром стању јер се редовно равна и наводњава. У оквиру стадиона налазе се и клупске просторије. Травнати терен и клупске просторије налазе се у ограђеном простору. Клуб данас не посједује изграђен помоћни терен а некада је имао, као ни специјализовану кућицу за ТВ екипе/у. (Извор - Брошура: ФК Омладинац Лазарево). У септембру 2014. на стадиону су постављени рефлектори.

### Koњички Куп града Бањалуке
Овај стадион био је и домаћин коњичког међународног такмичења (Куп града Бањалуке), 11. јуна 2017. а трибине стадиона у Лазареву су биле претијесне да приме све љубитиље коњичког спорта.

## Пласман и статистика по сезонама
Сезону 2012/2013. фудбалски клуб из Лазарева завршио је са 31 освојеним бодом на 8. мјесту Подручне лиге Бања Лука. Уз то омјер побједа, неријешених и пораза био је 9-5-10, а гол разлика 34-31. Пласман у виши ранг обезбиједио је ФК Карановац.

Сезону 2013/2014. у петом степену такмичења фудбалских клубова у БиХ овај клуб завршио је на 5. мјесту са 34 бода и омјером - 10 побједа, 4 неријешене утакмице и 8 пораза. Гол разлика у овој сезони била је 50:39. Пласман у виши ранг такмичења обезбиједила је екипа Младости из Котор Вароши.
Сезону 2014/2015. у петом степену такмичења фудбалских клубова у БиХ клуб из Лазарева завршио је на 7. мјесту са 31 бода и омјером - 9 побједа, 4 неријешене утакмице и 11 пораза. Гол разлика у овој сезони била је 48:41.
Сезону 2015/2016. у петом степену такмичења фудбалских клубова у БиХ Омладинац је завршио на 3. мјесту са 46 бодова и омјером - 14 побједа, 4 нерјешене утакмице и 6 пораза. Гол разлика у овој сезони била је 53:25.
Сезону 2016/2017. у петом степену такмичења фудбалских клубова у БиХ овај клуб завршио је на 11. мјесту са 20 бодова, и омјером - 6 побједа, 2 неријешене утакмице и 16 пораза. Гол разлика у овој сезони била је 37:62.
Сезону 2017/2018. у петом степену такмичења фудбалских клубова у БиХ овај клуб завршио је на 10. мјесту са 29 бодова, и омјером — 9 побједа, 2 неријешене утакмице и 13 пораза. Гол разлика у овој сезони била је 56:66.

## Галерија
- Клупске просторије
- Графит, Омладинац Лазарево
- Расвјета на стадиону